# Estádio Ary Tomazelli
Estádio Municipal Ary Tomazelli é um estádio de futebol localizado no município de Campo Novo do Parecis, no estado do Mato Grosso.
A arena costuma ser palco de partidas da segunda divisão do Campeonato Mato-grossense, do campeonato mato-grossense sub-15 e sub-17, de shows musicais, entre outros eventos diversos.
Seu nome é uma homenagem a Ary Tomazelli que chegou ao município nos anos 1980 e teve grande participação na construção da Escola Madre Tarcila, da Delegacia de Polícia Civil, da Igreja Matriz e outras contribuições importantes para a comunidade local.